# 中川正男
中川 正男（なかがわ まさお、1924年4月20日 - 1999年3月14日）は、日本の経営者。北海道文化放送社長、会長を務めた。

## 来歴・人物
北海道出身。1948年に早稲田大学政治経済学部を卒業し、同年に北海道新聞社に入社。1981年に取締役、1985年に常務、1987年に専務を経て、1988年6月から1992年6月までに北海道文化放送社長を務めた。
1999年3月14日に心不全のために死去。74歳没。